# Боровик Тетяна Василівна
Тетяна Василівна Борови́к (нар. 13 червня 1957, Київ) — українська артистка балету і балетмейстерка; членкиня Національної хореографічної спілки України.

## Біографія
Народилася 13 червня 1957 року в місті Києві (тепер Україна). 1975 року закінчила Київське державне хореографічне училище (клас Галини Кирилової).
З 1975 року — солістка Національної опери України в Києві, з 1977 року — прима-балерина.
2003 року отримала повну вищу освіту за спеціальністю «Хореографія», кваліфікація «Репетитор балету». Викладає у Київському університеті імені Бориса Грінченка дисципліну «Практикум з класичного танцю». Керівниця бази практики.

## Партії
- Мавка («Лісова пісня» Михайла Скорульського);
- Фрігія, Егіна («Спартак» Арама Хачатуряна);
- Жізель («Жізель» Адольфа Адама);
- Одетта-Одилія, Аврора («Лебедине озеро», «Спляча красуня» Петра Чайковського);
- Нікія, Гамзатті, Кітрі («Баядерка», «Дон Кіхот» Людвіга Мінкуса);
- Сильфіда («Сильфіда» Германа Левенсхольда);
- Ліза («Марна пересторога» Фердинана Герольда);
- Сванільда («Коппелія» Лео Деліба);
- Ольга («Ольга» Євгена Станковича);
- Панянка («Панянка і Хуліган» Дмитра Шостаковича);
- Кармен («Кармен-сюїта» Жоржа Бізе — Родіона Щедріна)

## Відзнаки
- Народна артистка УРСР з 1989 року;
- Лауреатка:
  - 1-го Республіканського конкурсу артистів балету і балетмейстерів (Київ, 1983; 1-а премія);
  - 7-го Всесоюзного конкурсу артистів балету і балетмейстерів (Москва, 1984; 2-а премія);
  - Міжнародного конкурсу імені Дягілєва (1992, приз за краще партнерство);
- Премія за найкраще партнерство Міжнародного конкурсу імені Рудольфа Нурєєва (Будапешт, 1998).